# منتخب بلجيكا لهوكي الحقل للرجال
منتخب بلجيكا الوطني لهوكي الحقل للرجال (بالفرنسية: Équipe de Belgique masculine de hockey sur gazon)‏ هو ممثل بلجيكا الرسمي في المنافسات الدولية في هوكي الحقل .